# Шиварди, Жерар
Жера́р Шиварди́ (фр. Gérard Schivardi; 17 апреля 1950, Нарбон) — французский политик, социалист, мэр коммуны Майак. Жерар Шиварди был кандидатом в президенты на выборах 2007 года при поддержке Партии трудящихся, на которых получил 0,37 % голосов (123 540) и занял последнее место.

## Биография
Шиварди родился в 1950 году в Нарбонне, женат, имеет двоих детей. С 1970 работал строителем. В 1973—1988 был президентом профсоюза строителей Од. В 1975 вступил в Социалистическую партию, в которой состоял до 2003, когда стал независимым социалистом.
В 2001 году был избран мэром коммуны Майак.
В 2003 году вышел из Социалистической партии. В том же победил кандидата от Соцпартии на довыборах в кантоне Жинеста. Так же в 2003 основал «Национальный комитет за победу голосования „НЕТ“», который выступал против ратификации Европейской конституции на референдуме 2005 года. Сближение с Даниэлем Глюкштейном, секретарём Партии трудящихся, способствовало тому, что она поддержала его кандидатуру на президентских выборах 2007, когда Комитет мэров отказал Шиварди в поддержке.
С 2008 года член ЦК Независимой рабочей партии. В том же году был перевыбран мэром Майака. Он был переизбран генеральным советником кантона Жинеста в 2008 году, набрав 63% голосов. Его избрание было признано недействительным административным судом Монпелье, который приговорил его к лишению права быть избранным на один год за то, что он потратил на предвыборную кампанию 223,45 евро, не поведенные через избирательный счет. Его жена, Франсин Шиварди, победила на дополнительных кантональных выборах 2009 года и баллотировалась на оставшийся срок полномочий
В 2015 году вместе с группой сторонников Даниэля Глюкштейна вышел из Независимой рабочей партии и основал Демократическую независимую рабочую партию (фр. Parti ouvrier indépendant démocratique).
В 2020 году не стал участвовать в выборах мэра Майака.